# فرناندو سيلفا (سباح)
فرناندو سيلفا (مواليد 7 أبريل 1986)، سبّاح برازيلي، مثّل بلاده في الألعاب الأولمبية الصيفية 2008.

## روابط خارجية
فرناندو سيلفا على موقع الاتحاد الدولي للسباحة (الإنجليزية)
- فرناندو سيلفا على موقع أوليمبيديا (الإنجليزية)